# Alexandru Bratan
Alexandru Bratan (Cahul, URSS, 23 de agosto de 1977) es un deportista moldavo que compitió en halterofilia.
Ganó una medalla de plata en el Campeonato Mundial de Halterofilia de 2005 y una medalla de bronce en el Campeonato Europeo de Halterofilia de 2004, ambas en la categoría de 105 kg. Participó en dos Juegos Olímpicos de Verano, ocupando el cuarto lugar en Atenas 2004 y el sexto en Sídney 2000, también en la categoría de 105 kg.

## Palmarés internacional
| Campeonato Mundial | Campeonato Mundial | Campeonato Mundial | Campeonato Mundial |
| Año                | Lugar              | Medalla            | Categoría          |
| ------------------ | ------------------ | ------------------ | ------------------ |
| 2005               | Doha (Catar)       | Medalla de plata   | 105 kg             |
| Campeonato Europeo |                    |                    |                    |
| Año                | Lugar              | Medalla            | Categoría          |
| 2004               | Kiev (Ucrania)     | Medalla de bronce  | 105 kg             |